# Ho ammazzato Berlusconi
Ho ammazzato Berlusconi è un film del 2008 scritto e diretto da Gianluca Rossi e Daniele Giometto, basato sul romanzo L'omicidio Berlusconi di Andrea Salieri.
Il film offre una riflessione sul potere politico trattandolo in forma di commedia nera e presentando forti venature grottesche.

## Trama
(Livia al marito Matteo, poco prima di morire)
La trama ruota attorno alle vicende di Livia e Matteo, una coppia sposata di pensiero di estrema sinistra, partendo dalle elezioni politiche del 2001, vinte da Silvio Berlusconi. La vittoria di Berlusconi crea scompiglio nei vari reparti di militanti di sinistra e quando Livia, ancora più fanatica del marito per quanto riguarda la politica, viene a sapere proprio da Matteo che alle recenti elezioni lui ha votato per il capo di Forza Italia, si scatena una furibonda litigata tra i due.
Il diverbio si conclude con la fuga di Livia da casa nel cuore della notte: la donna però viene disgraziatamente colpita da un fendente caduto dal cielo, derivante da una vicina esplosione in volo di un aereo. Matteo assiste alla scena sconvolto; sale sulla propria automobile e, sotto il forte temporale, non vede un uomo che attraversa la strada e lo investe, dandosi poi alla fuga. Dopo un primo momento di incertezza, Matteo torna indietro, ma, nel soccorrere la vittima, la cui identità è nascosta da uno strato di fango, la uccide accidentalmente con il cric dell'auto.
Tornato a casa, seppellisce il cadavere nel giardino dinanzi casa, dopo avergli sottratto il portafogli con i documenti; rientrato, con orrore si rende conto di aver "ammazzato Berlusconi". A questo punto Matteo recupera la salma e si reca alla prima stazione di polizia raccontando l'accaduto ma non viene creduto: sia per la natura del fatto e l'assurda casualità dei drammatici eventi, sia per la costante presenza del neopresidente in televisione. Successivamente, mentre tenta di sbarazzarsi del cadavere, Matteo viene rapito da alcuni esponenti politici, interessati a tacitarne la voce.
Essi, dopo aver rivelato al protagonista che il Berlusconi continuamente ripreso dai mass-media è solo un sosia ben addestrato, si mettono d'accordo con Matteo sulla restituzione della salma del Cavaliere in cambio di svariati milioni di euro e di un biglietto aereo di sola andata per Cuba. Essendo la cifra superiore alle sue necessità, e avendo bisogno di una mano, Matteo rivela tutto all'amico Gaetano e gli chiede di aiutarlo, in cambio del 50% della cifra pattuita con gli onorevoli.
Quando i due si recano all'appuntamento per lo scambio, però, si scopre che questa è solo una trappola: i due infatti vengono bloccati da dei trafficanti di droga che intimano a Matteo di consegnargli la cocaina, minacciando in caso contrario di uccidere Gaetano, cosa che avviene. Da allora Matteo torna alla sua solita vita da professore di matematica, anche perché del "caso Berlusconi" non si parla più (il sosia è talmente bravo che nemmeno Emilio Fede se n'è accorto): analizzando le sue drammatiche esperienze egli può guardare con occhio diverso e disincantato alla politica, alla morale e alla vita.
A poco a poco diventa però sempre più paranoico: la paura di essere pedinato o di poter essere fatto fuori in quanto testimone scomodo lo porta a vivere in maniera molto circospetta, fino a barricarsi completamente in casa, senza uscire più. L'unica compagnia che ha è quella del suo cane, ma quando anche quest'ultimo viene a mancare ha un ennesimo crollo mentale, stavolta l'ultimo: getta via la televisione, mangia un'arancia che aveva coltivato in giardino (come concime aveva usato il cadavere di Berlusconi) e poi decide di auto-seppellirsi, non prima però di confessare d'aver ucciso - almeno moralmente - Livia.

## Produzione
Il film è stato prodotto da Caterina Rogàni per la Collepardo Film. La spesa di produzione dichiarata è stata di 600 000 euro.

## Distribuzione
Prima di venire distribuito, il film è stato presentato in anteprima nazionale al Drake Film Festival di Caserta il 13 giugno, una settimana prima dell'uscita cinematografica. Nell'occasione è stato assegnato ad Alberto Bognanni il premio Massimo Troisi come miglior attore protagonista.
Il film è uscito nelle sale cinematografiche italiane il 20 giugno 2008 su distribuzione di Collepardo film, con un incasso finale di 63 000,00 €.